# Jockei Monika
Jockei Monika ist eine neunteilige Fernsehserie aus der DDR, die erstmals vom 23. Oktober bis zum 18. Dezember 1981 im Ersten Programm des DDR-Fernsehens ausgestrahlt wurde.

## Inhalt
Im Mittelpunkt der Serie steht die Schülerin Monika Zeller (Miroslava Šafránková), die in einer kleinen DDR-Gemeinde auf dem Lande wohnt und den Wunsch hegt, Jockey zu werden. Dafür trainiert sie im Reitverein und nimmt nach dem Ende der POS eine Ausbildung als Rennreiter in einem Rennstall an. Ihr als junges Mädchen traut man zunächst nicht zu, Jockey zu werden. Doch mit festem Willen und hartem Training schafft sie es, ihren Traumberuf zu erreichen. Unterstützt wird sie dabei unter anderem vom Freund Udo (Hilmar Eichhorn).
Als Grundlage der Verfilmung diente ein autobiographischer Roman von Sieglinde Dick.

## Drehorte
Die Serie entstand an verschiedenen Orten der DDR. Drehorte waren unter anderem Berlin, Dresden, Moritzburg und Kalkreuth.

## Folgen
| Folge | Titel                          | Erstausstrahlung |
| ----- | ------------------------------ | ---------------- |
| 1     | Der Pferdefloh                 | 23. Okt. 1981    |
| 2     | Ich und du und noch vier Beine | 30. Okt. 1981    |
| 3     | Jeder Tag soll Mittwoch sein   | 6. Nov. 1981     |
| 4     | Aufgalopp                      | 13. Nov. 1981    |
| 5     | Jahreswechsel                  | 20. Nov. 1981    |
| 6     | Erfinder lieben praktisch      | 27. Nov. 1981    |
| 7     | Immer wieder Abschied          | 4. Dez. 1981     |
| 8     | Guten Tag, Borkenbrunn         | 11. Dez. 1981    |
| 9     | Glück kommt nicht allein       | 18. Dez. 1981    |

## Synchronisation
Die tschechische Hauptdarstellerin Miroslava Šafránková wurde von Blanche Kommerell synchronisiert.

## Musik
Die Filmmusik schrieb der damals 30-jährige Arnold Fritzsch, den Titelsong spielte seine Band Kreis, die auch in einer Folge auftrat.